# Mary MacKillopová
Svatá Mary MacKillop, řeholním jménem Marie od Kříže (15. ledna 1842, Melbourne – 8. srpna 1909, Sydney) byla australská římskokatolická řeholnice a zakladatelka kongregace Sester svatého Josefa od Nejsvětějšího Srdce Ježíšova.

## Život
Narodila se 15. ledna 1842 na melbournském předměstí Fitzroy jako nejstarší dítě chudých skotských imigrantů Alexandera MacKillopa a Flory roz. MacDonaldové. Za šest týdnů byla pokřtěna se jménem Maria Ellen.
Její rodiče původně žili ve skotské vesnici Roybridge a poté emigrovali do Austrálie. Samotný její otec odešel ve 12 letech na kněžské studia a o dva roky později odcestoval na Skotskou papežskou kolej v Římě. Následně studoval na Blairs College v Kincardineshire. Před vysvěcením se rozhodl odejít a žít světský život. Roku 1838 odešel do australského Sydney a roku 1840 odcestovala do Austrálie i Flora MacDonald. Dne 14. července 1840 byli oddáni v Melbourne. O dva roky později se jim narodila právě Mary. Mary měla dalších sedm sourozenců; Margaret ("Maggie", 1843–1872), John (1845–1867), Annie (1848–1929), Alexandrina ("Lexie", 1850–1882), Donald (1853–1925), Alick (zemřel v 11 měsících) a Peter (1857–1878). Její bratr Donald se stal jezuitským knězem pracujícím mezi Aboridžinci v Severním teritoriu a její sestra Lexie vstoupila k Sestrám Naší Paní Milosrdné od lásky Dobrého pastýře.
Mary se vzdělávala v soukromých školách. Dne 15. srpna 1850 přijala První svaté přijímání. V únoru 1851 odjel její otec na 17 měsíců do Skotska z důvodu špatné finanční situace rodiny.
Když bylo Mary 16 let, začala pracovat v papírnictví. Roku 1860 začala působit jako guvernantka u svého strýce a tety Alexandra Camerona a Margaret roz. MacKillopové v Penole. V této době už začala pomáhat chudým lidem a hlavně dětem. To ji přivedlo do kontaktu s knězem Julianem Tenison-Woodsem.
Roku 1862 začala učit v Portlandu. Roku 1864 založila vlastní školu Bay View House Seminary for Young Ladies (dnes Bayview College).
Roku 1866 pozval otec Julian Tenison-Woods Mary a její sestry Annie a Lexie, aby založily v Penole církevní školu. Škola byla založená ve stáji a po rekonstrukci jejím bratrem již vyučovali 50 dětí. V této době již byla rozhodnutá zasvětit svůj život Bohu, složila soukromý slib a začala nosit černé oblečení.
Dne 21. listopadu 1866 na svátek Zasvěcení Panny Marie v Jeruzalémě ona, její sestry a několik dalších žen složily sliby a přijaly hábit. Tím vznikla nová řeholní kongregace s názvem Sestry svatého Josefa od Nejsvětějšího Srdce Ježíšova. Sestry odešly do Adelaide. Zde na žádost biskupa Laurence Sheila založily novou školu. Jejich kongregace byla právě biskupem Sheilem schválena. Sestry dále pokračovaly v zakládání nových škol.
V pozdější době se sestry dostaly do konfliktu s biskupem Jamesem Quinnem který požadoval, aby školy založené sestrami vedla diecéze, což se Mary nelíbilo a tvrdě bojovala za práva kongregace. Za nějaký čas byl otec Woods jmenován vedoucím pro vzdělávání diecéze. Tím se dostal do konfliktu s několika duchovními, kteří obvinili kongregaci z finanční neschopnosti a obvinili Mary z alkoholismu. Ve skutečnosti bylo známo, že Mary pila alkohol na doporučení lékaře, aby zmírnila velké bolesti při menstruaci, což vedlo k dlouhodobému připoutání na lůžko. Tím začala diskriminace sester.
Roku 1870 se Mary a sestry dozvěděly o zneužívání dětí knězem Patrickem Keatingem. Sestry informovaly otce Woodse a ten informoval generálního vikáře diecéze otce Johna Smytha. Ten jej poslal do Irska. Důvodem Keatingova propuštění byl alkoholismus. Odstranění kněze Keatinga rozhořčilo jeho přítele františkána Charlese Horana, který se roku 1870 stal generálním vikářem. Ten se snažil pomstít Woodsovi tím, že zaútočí na sestry. Ten biskupa Sheila přesvědčil, aby změnil ústavu sester a ponechal sestry bez majetku (domů). Mary proti tomuto vystoupila a biskup ji a sestry exkomunikoval.
Školy a domy sester byly zavřeny a některé sestry odešly pod správu diecéze. Když biskup Sheil umíral, požádal Horana, aby zrušil exkomunikaci Mary a sester.
Roku 1873 odešla do Říma, aby získala oficiální schválení kongregace. Byla povzbuzena ve své práci papežem bl. Piem IX. V Římě Mary strávila dva roky. Poté se vrátila zpět do Austrálie. Po návratu stále čelila duchovním a biskupům, kterým se nelíbil způsob života sester. K oficiálním schválení Svatým stolcem došlo roku 1885. Poté pokračoval v zakládání dalších škol.
Její zdraví se postupně začalo zhoršovat, ale i přes to ji sestry zvolily několikrát jako generální představenou. Trpěla revmatismem a dostala mozkovou mrtvici.
Zemřela 8. srpna 1909 v Sydney.

## Proces svatořečení
Její proces svatořečení byl zahájen 27. dubna 1926 v arcidiecézi Sydney. Dne 13. června 1992 uznal papež sv. Jan Pavel II. její hrdinské ctnosti.
Dne 6. července 1993 uznal papež zázrak uzdravení na její přímluvu. Blahořečena byla 19. ledna 1995.
Dne 19. prosince 2009 uznal papež Benedikt XVI. druhý zázrak uzdravení na její přímluvu. Svatořečena byla 17. října 2010.